# Iophosa
Iophosa is een geslacht van halfvleugeligen uit de familie Aphrophoridae. De wetenschappelijke naam van dit geslacht is voor het eerst geldig gepubliceerd in 1921 door Jacobi.

## Soorten
Het geslacht Iophosa omvat de volgende soorten:
- Iophosa acuta Lallemand, 1957
- Iophosa floridana Lallemand, 1957
- Iophosa nigra Lallemand & Synave, 1953
- Iophosa obliqua Lallemand, 1946
- Iophosa speiseri (Distant, 1914)